# Dispositivos de alivio de presión
Los dispositivos de alivio de presión son elementos utilizados en cualquier recipiente que contenga gases o líquidos a presiones mayores a la atmosférica que evitan que el recipiente sufra roturas ante elevaciones excesivas de presión.
Estos elementos de seguridad son comúnmente usados en cualquier recipiente a presión. Pueden ser encontradas en equipos de la industria química, de alimentos, de gas, petróleo, energía, etc. o en elementos de uso doméstico, como por ejemplo los calefactores de agua eléctricos.

## Función
Su función es proteger los distintos equipos (recipientes, intercambiadores de calor, bombas, compresores, etc.) ante un elevado aumento de presión, generalmente debido a una falla en el proceso.
Actúan liberando el fluido (líquido o gas) que circula o se almacena en el equipo protegido, ya sea a la atmósfera o a un caño o recipiente colector especialmente diseñado para tal función.

Sistema de una central atómica. 1. Reactor 2. Núcleo de reactor 3. Estabilizador de presión 4. Válvula de seguridad PSV 5. generador de vapor 6. Bomba 7. edificio de contención 8. Turbina 9. Generador 10. Condensador 11. Bomba de repuesto.

## Tipos

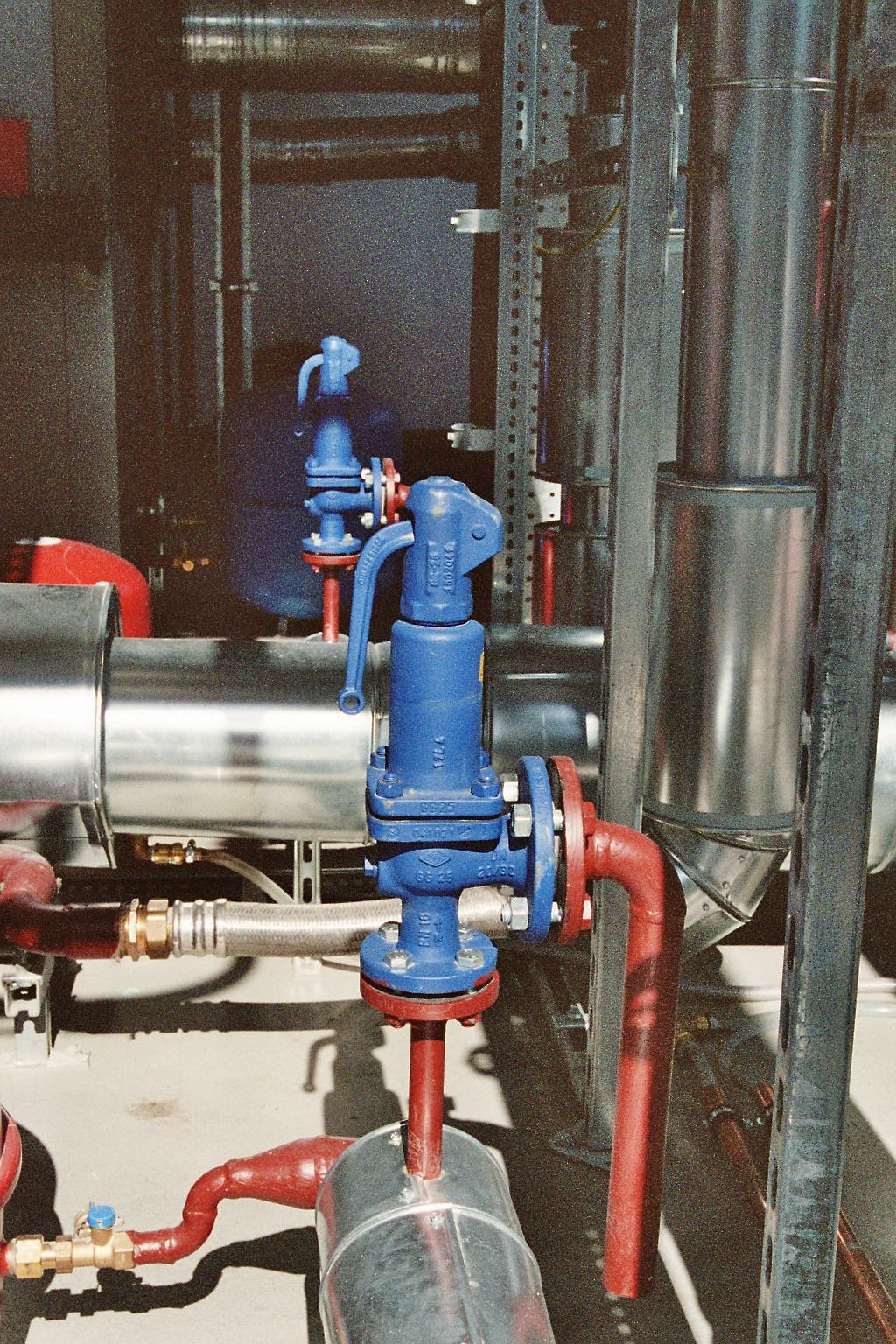
Válvulas de alivio de presión en una planta industrial.

Se pueden hallar varios tipos de dispositivos: válvulas de seguridad (en inglés: pressure safety valve, o PSV), válvulas rompevacío, discos de ruptura (o RD, del inglés rupture disk).
Como regla general el dispositivo debe actuar, o sea, permitir la salida del fluido del recipiente, a una presión inferior a la de falla del recipiente. También deben permitir el pasaje de un caudal de fluido tal que asegure el descenso inmediato de la presión en el recipiente en cualquier condición de funcionamiento del sistema de que se trate.

## Ejemplos de utilización
Por ejemplo, en un tanque que recibe aire de un compresor, la válvula de seguridad debe abrir a una presión inferior a la de rotura del tanque y debe permitir la salida de un caudal igual o superior al caudal que es capaz de entregar el compresor.
Cuando se instalan discos de ruptura debajo de PSV’s, el código asme requiere que en el espacio entre el disco de ruptura y la PSV se instale un manómetro, válvula de aguja, venteo libre o un indicador de axiómetro. Si se usa un interruptor de presión para activar una alarma, el ajuste no deberá exceder el 5% de la presión de estallido especificada para el disco de ruptura.
Cuando se instalen discos de ruptura, los portadiscos se deberán proporcionar e instalar con seguros para prevenir instalar los discos de forma inversa. Los discos de ruptura se instalaran solo en portadiscos aprobados específicamente por el disco a ser utilizado. En general, el portadisco será de la misma marca del disco a utilizarse. Los portadiscos de otra marca deberán utilizarse solo con aprobación del ingeniero de planta.
Se deberá advertir a los usuarios que el disco de ruptura no estallara a su presión de diseño si se genera una contrapresión entre el disco y la válvula de seguridad o la válvula de relevo de seguridad, lo que resultara en fugas generadas en el disco de ruptura debido a la corrosión o a otra causa. Deberán colocarse en campo procedimientos de monitoreo adecuados para detectar cualquier contrapresión antes de que esta se convierta en un problema.
Algunas instalaciones de discos de ruptura requerirán del uso de empaques para sellar ambos lados del disco. Los empaques estándares para tuberías pueden no ser útiles para las instalaciones de discos de ruptura.
El material de empaque debe seleccionarse de tal forma que proporcione sello entre metal y metal del disco y del portadisco sin que muestre deslizamiento. Se debe consultar al fabricante del disco y al grupo de la planta para asegurar que se esté utilizando el empaque adecuado.
En procesos en los que varios discos de ruptura tengan su venteo a un sistema colector, se deberá tener instrumentación que indique qué disco de ruptura está abierto. Esto es particularmente importante en procesos bach en donde después de algún período la “evidencia” muestra por un medidor de axiómetro puede no estar presente (por ejemplo, todas las presiones tienden a igualarse después de que el sistema tiene un disparo de paro). Pueden requerirse sensores de presión y elementos de medición de temperatura conectados a algún registrador o alarma para “capturar” el evento cuando esto ocurre.
Si existe una posibilidad de congelamiento del PRD, se deberá proveer protección ya sea de traceo y/o aislamiento. Esto puede ser especialmente crítico en PRD’s operados por piloto.